# Предстоятель
Предстоя́тель (грец. προϊστάμενος або πρόεδρος) — загальне, догматично правильне найменування першого по честі єпископа помісної православної церкви.

## Інші значення
Предстоятелем також інколи називають єпископа, який очолює місцеву церкву (єпархію, екзархат тощо), або священника, що є намісником або настоятелем монастиря або храму.
У Типиконі та інших богослужбових вказівках під визначенням предстоятель маються на увазі єпископ або священник, що очолює або звершує будь-яке спільне (соборне, колективне) богослужіння.

## В Україні
Предстоятелем ПЦУ є митрополит Київський і всієї України Епіфаній (Думенко). Посада предстоятеля є пожиттєвою.
Предстоятель УПЦ МП обирається єпископатом УПЦ МП та затверджується московським патріархом, з 2014 року церквою керує Онуфрій (Березовський).
Предстоятелем УГКЦ є отець і глава Української греко-католицької церкви Святослав (Шевчук).